# La Sans-Chocs Herculette
La Sans-Chocs Herculette war ein belgischer Hersteller von Automobilen.

## Unternehmensgeschichte
Das Unternehmen wurde im Januar 1927 auf Initiative von Paul Cros gegründet. Der Sitz war am Quai de l’Abbatoir in Lüttich, wo ein paar Jahre vorher Ateliers F. Frenay ansässig war. Die Entwicklung eines Automobils begann. Es wurde im Dezember 1927 auf dem Brüsseler Automobilsalon ausgestellt. Der Markenname lautete SCH. 1928 endete die Produktion.

## Fahrzeuge
Das einzige Modell 8 CV war ein Sportwagen. Es hatte einen Vierzylindermotor von Chapuis-Dornier. 59 mm Bohrung und 100 mm Hub ergaben 1090 cm³ Hubraum. Der Motor hatte eine Thermosiphonkühlung. 120 km/h Höchstgeschwindigkeit waren möglich. Ungewöhnlich für die damalige Zeit war die Einzelradaufhängung aller vier Räder. Die offene Karosserie bot Platz für zwei Personen.